# Ncdu
ncdu (ncurses disk usage) è una utility per il controllo dell'occupazione del disco in sistemi Unix. Il suo nome fa riferimento alla più nota utility du. Rispetto a quest'ultima, però, ncdu ha una TUI che fa uso della libreria ncurses. L'utente può navigare la lista facendo uso dei tasti freccia e cancellare i file che occupano troppo spazio premendo il tasto d. A partire dalla versione 1.09 è possibile esportare i dati sull'occupazione del disco in formato JSON.
ncdu è stato sviluppato da Yoran Heling per imparare il linguaggio C e per essere usato come strumento di analisi dello spazio disco su sistemi remoti via ssh.

## Programmi simili
- WinDirStat è una utility per Windows con interfaccia grafica
- Baobab, analizzatore grafico di spazio disco per Linux